# Xangelina bequaerti
Xangelina bequaerti är en tvåvingeart som först beskrevs av Charles Howard Curran 1938.  Xangelina bequaerti ingår i släktet Xangelina och familjen lövflugor.
Artens utbredningsområde är Liberia. Inga underarter finns listade i Catalogue of Life.